# La Mousse lumineuse
Pour plus de détails, voir Fiche technique et Distribution.
La Mousse lumineuse (ひかりごけ, Hikarigoke) est un film japonais réalisé par Kei Kumai, sorti en 1992.

## Fiche technique
- Titre : La Mousse lumineuse
- Titre original : ひかりごけ (Hikarigoke?)
- Réalisation : Kei Kumai
- Scénario : Tarō Ikeda (ja) et Kei Kumai, d'après un roman de Taijun Takeda
- Musique : Teizō Matsumura
- Photographie : Masao Tochizawa
- Montage : Osamu Inoue
- Décors : Takeo Kimura
- Société de production : Film Crescent et Neo Life
- Pays d'origine :  Japon
- Langue originale : japonais
- Format : couleur - 35 mm
- Genre : Horreur
- Durée : 118 minutes[1]
- Dates de sortie : 
  - Japon : 25 avril 1992[1]

## Distribution
- Rentarō Mikuni : le directeur / le capitaine
- Eiji Okuda : Nishikawa
- Hisashi Igawa : le procureur
- Taketoshi Naitō : le romancier
- Tetta Sugimoto : Goro
- Masane Tsukayama : l'avocat
- Kunie Tanaka : Hachizo
- Chishū Ryū : le juge
- Teizō Muta (ja)
- Seiji Ikeda (ja)

## Distinctions
- Le film a été présenté en sélection officielle en compétition lors de Berlinale 1992[2].
- Osamu Inoue est nommé pour le prix du meilleur montage aux Japan Academy Prize[3]